# La cena delle spie
La cena delle spie (All the Old Knives) è un film del 2022 diretto da Janus Metz.
La pellicola è l'adattamento cinematografico dell'omonimo romanzo del 2015 scritto da Olen Steinhauer, autore anche della sceneggiatura.

## Trama
All'inizio del 2020, l'agente della CIA Henry Pelham viene contattato dal suo capo, Vick Wallinger, che lo informa che la CIA ha riaperto il caso sul volo della Turkish Alliance 127, un dirottamento aereo compiuto da un commando di terroristi islamici finito in tragedia. Dal Quartier Generale della CIA a Langley sospettano che dalla stazione di Vienna sia avvenuta all'epoca una fuga di notizie, ufficio dove sia Henry che Vick erano impiegati. Henry viene quindi incaricato di interrogare Celia Harrison, anch'ella collega di entrambi alla stazione CIA di Vienna all'epoca del dirottamento. Henry e Celia erano amanti, ma la loro storia si era conclusa subito dopo l'azione dei terroristi.
Celia, che si è nel frattempo ritirata dalla CIA, vive a Carmel-by-the-Sea, in California, con la sua famiglia. Henry la incontra in un ristorante di classe quasi vuoto. Durante il loro colloquio, Celia rivela ad Henry che un agente dell'intelligence austriaca di nome Karl Stein l'aveva contattata subito dopo essersi trasferita in California. Lo scopo dell'agente austriaco era di informarla riguardo qualche scorrettezza di alcuni suoi ex-colleghi a Vienna, tuttavia lei si era rifiutata di ascoltare le sue rivelazioni. Durante la cena, quindi, Henry chiede a Celia di ricordare gli eventi avvenuti durante il dirottamento.
Ritornando dunque agli eventi del 2012, il volo 127 si trova sulla pista di decollo quando quattro uomini armati, appartenenti ad una sigla terroristica islamica, dirottano l'aereo. La stazione CIA di Vienna si attiva immediatamente per risolvere la crisi e viene a conoscenza del possibile coinvolgimento nell'azione di Ilyas Shushani, un ceceno ex-informatore di Henry ai tempi in cui quest'ultimo era un agente sotto copertura a Mosca. I terroristi minacciano di uccidere tutte le persone a bordo del volo se non dovessero ottenere il rilascio di alcuni loro compagni in carcere. A bordo dell'aereo si trova anche un informatore della CIA, Ahmed, il quale da bordo riesce a recapitare un messaggio con il quale, allo scopo di risolvere la crisi, consiglia un assalto passando attraverso l'apertura della carlinga dove si trova il carrello di atterraggio. Nel frattempo Celia ottiene di parlare con un'altra fonte, Mohammed, il quale però si rivela un buco nell'acqua, sembrando voler ottenere soltanto denaro. Durante le riunioni alla stazione CIA di Vienna, Henry rivela a Celia e a Bill Compton, vice-comandante della stazione di Vienna e mentore di Celia, che ai tempi del suo impiego a Mosca era stato costretto dai suoi superiori a consegnare Ilya nelle mani dei russi per placare la loro furia dopo la tragedia del teatro di Dubrovka.
Intanto, la stazione CIA di Vienna riceve un altro messaggio di Ahmed, il quale avverte che i terroristi hanno piazzato una telecamera proprio in corrispondenza del carrello di atterraggio, dunque l'assalto per risolvere la crisi deve essere scartato dalle possibili opzioni. Tuttavia Celia nota la differenza tra i due messaggi di Ahmed e sospetta che quest'ultimo potrebbe essere una fonte compromessa. Controllando i tabulati telefonici della stazione di Vienna, Celia scopre che è stato manomesso il registro delle telefonate, inserendone una diretta in Iran dal telefono del suo mentore Bill Compton. Quando scade l'ultimatum dei terroristi, questi rilasciano del gas sarin uccidendo se stessi, l'equipaggio e tutti i passeggeri. La tragedia del dirottamento sconvolge tutta la stazione CIA di Vienna. Il giorno successivo al fallimento, Celia rompe la relazione con Henry e lascia Vienna.
Nel 2020, Henry chiede a Celia del motivo per cui ha voluto quest'ultima interrompere improvvisamente la loro relazione. Celia rivela quindi ad Henry che all'epoca aveva trovato nel suo numero di telefono una chiamata diretta allo stesso numero iraniano che era stato trovato nel log di Bill Compton. Avendo quindi capito che era Henry la talpa all'interno della stazione CIA di Vienna, ha quindi voluto interrompere la relazione senza però rivelare la sua scoperta ai suoi superiori. Celia confessa anche ad Henry che lei, dopo essere stata contattata da quest'ultimo per il loro incontro al ristorante, ha voluto prendere contatto con l'agente austriaco Karl Stein, con il quale ha organizzato tutto l'incontro al ristorante, con falsi camerieri e falsi clienti, allo scopo di uccidere Henry avvelenando il vino nel suo bicchiere.
Quando Henry comincia a sentire gli effetti del veleno, Celia in lacrime gli chiede il motivo del suo tradimento. Henry racconta di essere stato convinto da Ilya, che nel frattempo si era radicalizzato e aveva organizzato il dirottamento aereo di Vienna. Erano stati gli uomini di Ilya ad organizzare l'incontro tra Celia e la fonte "Mohamed", con lo scopo di minacciare Celia e mettere alle strette Henry. Per togliere dal pericolo Celia, Henry ha quindi rivelato a Ilya la presenza di Ahmed a bordo dell'aereo e della possibile azione attraverso il condotto del carrello dell'aereo.
Henry si prepara a morire avvelenato, mentre Celia torna a casa sua da suo marito e dai suoi figli. L'agente austriaco Karl Stein contatta Vick Wallinger comunicandogli la morte di Henry, rendendo chiaro quello a cui entrambi stavano lavorando fin dall'inizio.

## Produzione
Nel maggio 2017 il progetto prevedeva Chris Pine e Michelle Williams come protagonisti, con James Marsh alla regia. Nel settembre 2020, Thandie Newton sostituisce la Williams, mentre Janus Metz è il nuovo regista. Nel novembre 2020 si sono uniti al cast Laurence Fishburne e Jonathan Pryce.
Le riprese del film, iniziate nel dicembre 2020 a Londra e proseguite lì fino a febbraio, si sono poi spostate in California ad inizio marzo e sono terminate a metà dello stesso mese.

## Promozione
Il primo trailer del film è stato diffuso il 3 marzo 2022.

## Distribuzione
Il film è stato distribuito su Prime Video, ed in alcune sale cinematografiche, a partire dall'8 aprile 2022.
Si tratta della prima produzione Amazon distribuita attraverso la nuova sussidiaria di distribuzione cinematografica United Artists Releasing, controllata nel suo pacchetto di maggioranza da Amazon dopo l'acquisizione del controllo della Metro-Goldwyn-Mayer.